# لويزا مارتن
لويزا مارتن (بالإنجليزية: Louisa Martin)‏ مواليد 3 سبتمبر 1865 في جزيرة أيرلندا - الوفاة 24 أكتوبر 1941 في أيرلندا الشمالية، كانت لاعبة كرة مضرب بريطانية. أحرزت المركز الثاني في ويمبلدون سنة 1898.

## النهائيات

### الفردي
الوصافة (1)
| السنة | البطولة  | المنافس في النهائي | النتيجة في النهائي |
| 1898  | ويمبلدون | شارلوت كوبر        | 4–6, 4–6           |